# Tom Dixon

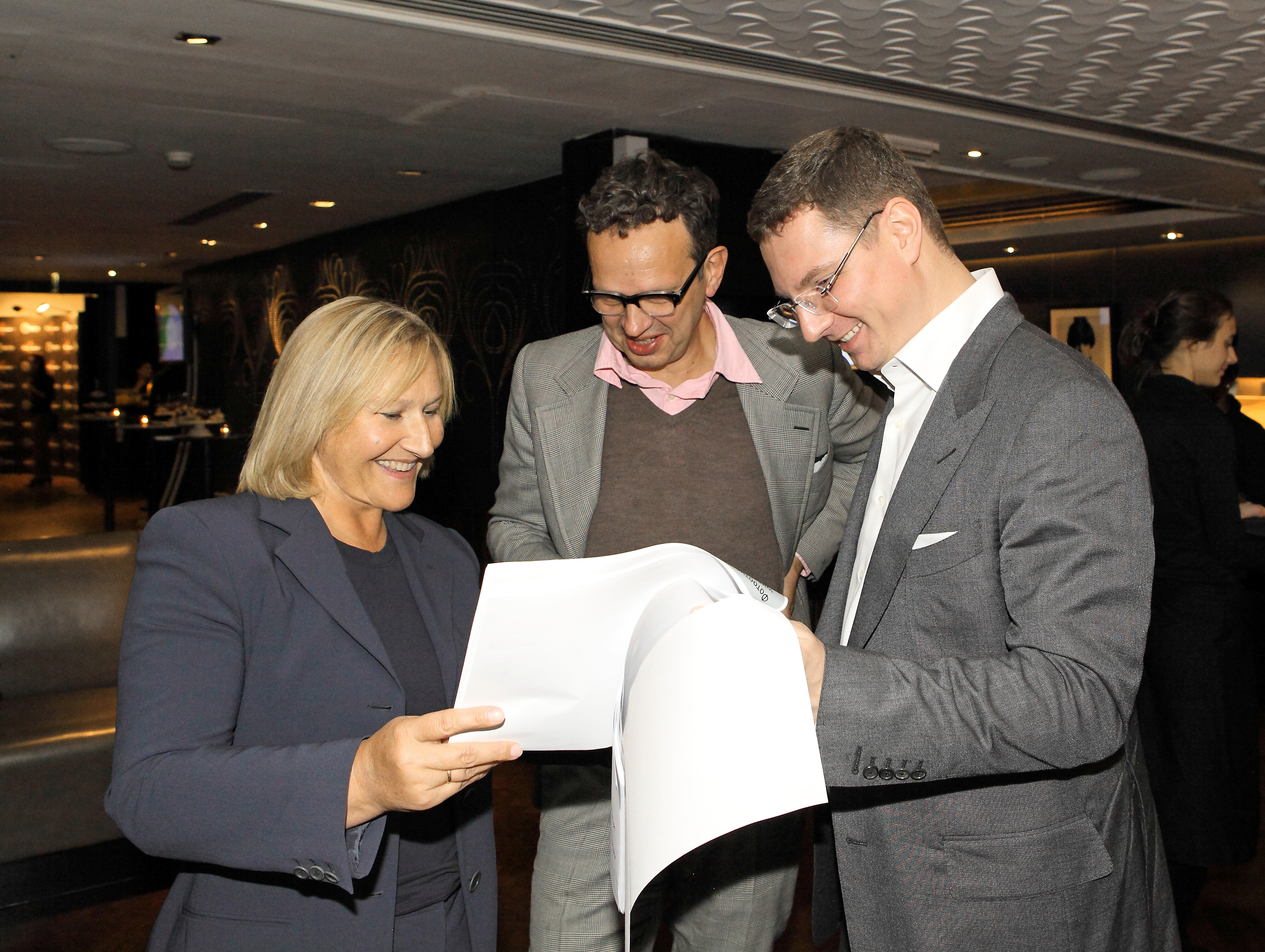
Tom Dixon (i mitten).

Tom Dixon, OBE, född 21 maj 1959 i Sfax i Tunisien, är en brittisk självlärd industridesigner. Han är creative director för varumärket "Tom Dixon" som specialiserar sig på belysning, möbler och accessoarer. Han fick sitt genombrott i mitten på 1980-talet genom att sätta upp ett kreativt rum med butik för sitt eget arbete och andra designers, men även genom hans "S-chair" som han designade för italienska Cappellini.
På 1990-talet var han designchef på Habitat och blev senare creativ director där fram till 2008. År 2002 etablerade han sitt eget varumärke "Tom Dixon" i London. Senare anslöts det svenskbaserade Proventus och bildade Design Research vars syfte var att ta fram och utveckla designprodukter. Varumärket Tom Dixon presenterar därefter nya kollektioner av  belysning och möbler och senare även accessoarer. Produkterna säljs i cirka 65 länder.